# Christopher Bailey (Leichtathlet)
Christopher Bailey (* 29. Mai 2000 in Atlanta, Georgia) ist ein US-amerikanischer Leichtathlet, der sich auf den Sprint spezialisiert hat. Seinen größten sportlichen Erfolg feierte er im Jahr mit dem Gewinn der Goldmedaille in der 4-mal-400-Meter-Staffel bei den Olympischen Spielen 2024 in Paris sowie bei den Weltmeisterschaften 2023 in Budapest.

## Sportliche Laufbahn
Christopher Bailey wuchs in Georgia auf und studierte zuerst an der Mississippi Valley State University, später an der University of Tennessee, ehe er an die University of Arkansas wechselte. 2023 wurde er NCAA-College-Hallenmeister in der 4-mal-400-Meter-Staffel. Mit der US-amerikanischen Männerstaffel startete er im August 2023 bei den Weltmeisterschaften in Budapest und verhalf dort dem Team zum Finaleinzug und trug somit zum Gewinn der Goldmedaille bei. Im Jahr darauf gewann er bei den Hallenweltmeisterschaften in Glasgow in 3:02,60 min gemeinsam mit Jacory Patterson, Matthew Boling und Noah Lyles die Silbermedaille hinter dem belgischen Team. Im Mai sicherte er dem US-Team bei den World Athletics Relays auf den Bahamas einen Startplatz bei den Olympischen Spielen in Paris. Im August belegte er bei den Spielen in 44,58 s im Finale den sechsten Platz im Einzelbewerb und siegte mit der Staffel mit neuem olympischen Rekord von 2:54,43 min gemeinsam mit Vernon Norwood, Bryce Deadmon und Rai Benjamin. 2025 siegte er in 45,08 s über 400 Meter bei den Hallenweltmeisterschaften in Nanjing und führte damit einen US-amerikanischen dreifacherfolg an. Zudem sicherte er  sich in 3:03,13 min gemeinsam mit Elija Godwin, Brian Faust und Jacory Patterson die Goldmedaille.
2025 wurde Bailey US-amerikanischer Hallenmeister im 400-Meter-Lauf.

## Persönliche Bestzeiten
- 400 Meter: 44,31 s, 6. August 2024 in Paris
  - 400 Meter (Halle): 44,70 s, 14. Februar 2025 in Fayetteville